# Mariccus
Mariccus également orthographié Marricus, est un Boïen du Ier siècle qui mène une révolte contre l'Empire romain en 69.
L'histoire de cette révolte est raconté dans les Histoires de Tacite, du paragraphe 51 à 69 du livre II. Dans cette dernière, Tacite semble insister sur ses origines modestes. Cette révolte intervient dans un conflit intra-civique (les Boïens font partie de la civitas éduenne soumise aux Romains par Jules César durant la guerre des gaules).
Tacite indique que Mariccus se prétendait dieu et libérateur des Gaules (adsertor Galliarum). Le fait qu'il prétend être un dieu en fait un étranger à la romanité mais on ne peut pas le lier aux religions gauloises car on n'a pas de témoignage d'homme qui se sont prétendu dieu et il ne semblerait pas non plus être druide car sinon Tacite l'aurait remarqué pour faire diminuer sa crédibilité à Rome.
Il rassemble une armée d'environ 8 000 hommes mais ces gens étaient peut-être ses clients, ce qui indiquerait que la base de ce conflit pourrait être des problèmes entre les élites boïenne et éduenne, et prend possession des villages voisins éduens, selon Tacite, le combat ne dura pas longtemps.
La répression est menée par la milice  éduenne (les iuuenes) et quelques cohortes d'auxiliaires romains qui ont été envoyées pour les aider. L'armée rebelle est battue et dispersée à un lieu inconnu. Mariccus est fait prisonnier puis condamné à mort. En 69, en présence de l'empereur romain Vitellius, à Lugudunum (actuelle Lyon), il est jeté aux animaux sauvages dans l'arène - la punition habituelle pour les insurgés défaits - mais les bêtes refusent de l'attaquer. De peur que les Boïens ne le croient invulnérable, Vitellius fait exécuter Mariccus sous leurs yeux.